# Brosville
Brosville ist eine französische Gemeinde mit 647 Einwohnern (Stand: 1. Januar 2022) im Département Eure in der Region Normandie (vor 2016 Haute-Normandie); sie gehört zum Arrondissement Bernay (bis 2017 Arrondissement Évreux) und zum Kanton Le Neubourg. Die Einwohner nennen sich Brosvillais.

## Geografie
Brosville liegt etwa 17 Kilometer nordwestlich von Évreux am Iton. Umgeben wird Brosville von den Nachbargemeinden Houetteville im Nordwesten und Norden, La Vacherie im Norden und Osten, Émalleville im Südosten, Saint-Germain-des-Angles im Südosten und Süden, Tourneville im Süden und Westen sowie Bérengeville-la-Campagne im Westen.

## Bevölkerungsentwicklung
| Jahr                       | 1962 | 1968 | 1975 | 1982 | 1990 | 1999 | 2006 | 2019 |
| Einwohner                  | 330  | 330  | 409  | 434  | 573  | 601  | 637  | 645  |
| Quellen: Cassini und INSEE |      |      |      |      |      |      |      |      |

## Sehenswürdigkeiten
- Kirche Saint-Martin aus dem 11. Jahrhundert

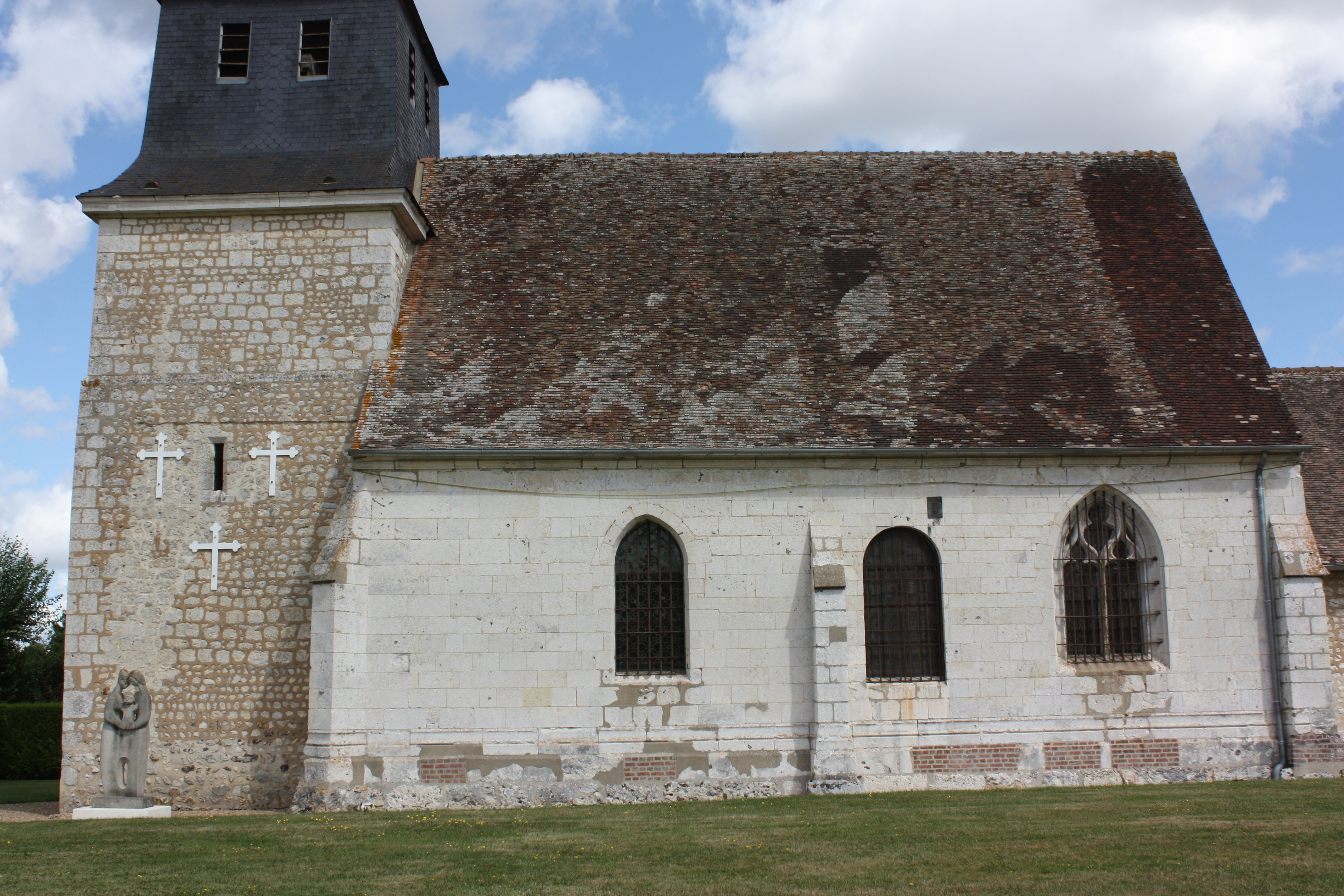
Kirche Saint-Barthélemy